# O Nascimento da Tragédia no Espírito da Música

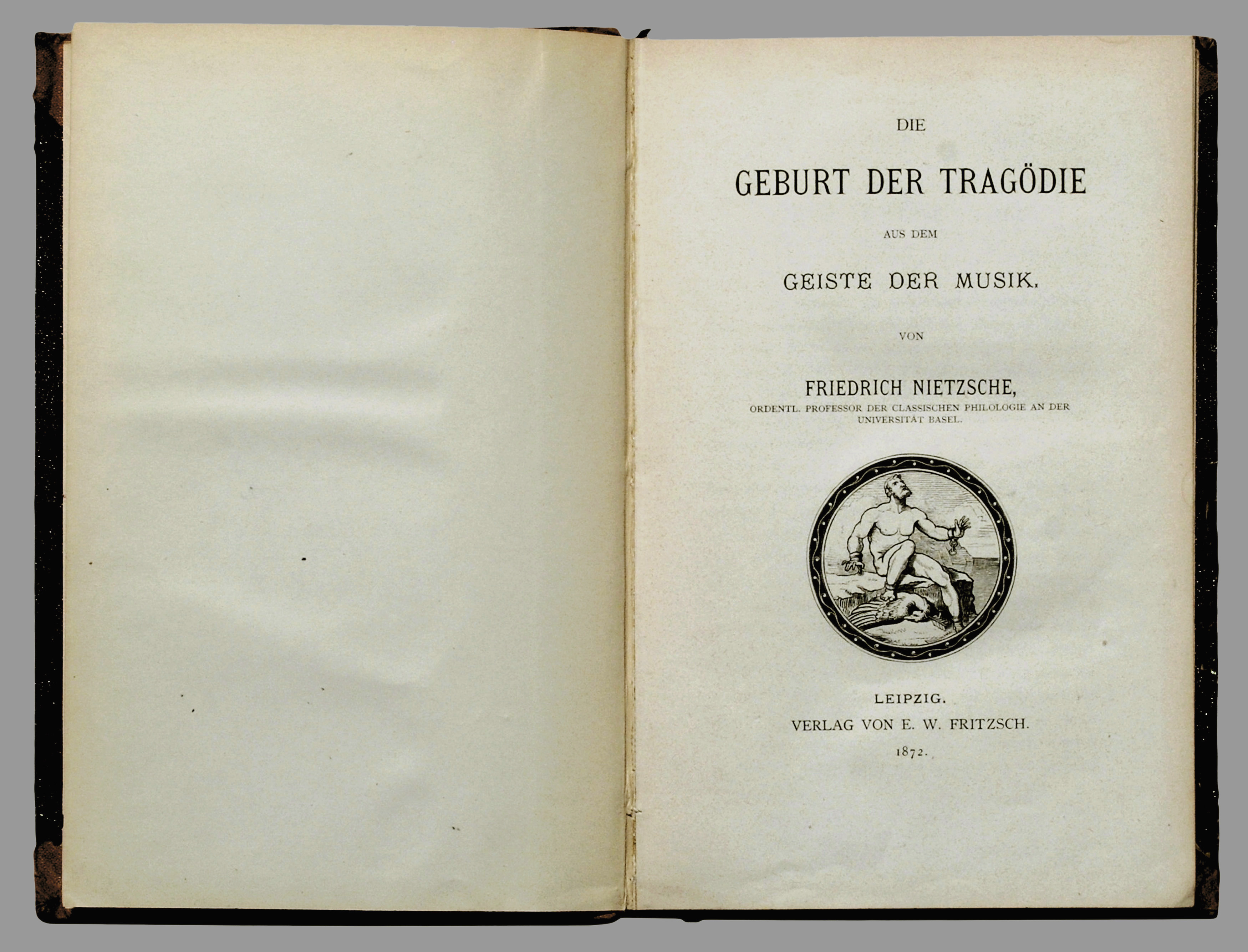
Frontispício da primeira edição da obra em língua alemã de 1872

O Nascimento da Tragédia no Espírito da Música (em alemão: Die Geburt der Tragödie aus dem Geiste der Musik, 1872) foi o primeiro título dado por Nietzsche à sua obra também conhecida simplesmente por O Nascimento da Tragédia. Em 1886 seria reeditada com o título O Nascimento da Tragédia, ou helenismo e pessimismo (Die Geburt der Tragödie, Oder: Griechentum und Pessimismus) que, conforme as traduções, se reverte também como O Nascimento da Tragédia ou Mundo Grego e Pessimismo. Esta última edição viria acrescentada de um Ensaio de Autocrítica que fazia parte duma iniciativa de Nietzsche de prefaciar novamente todas as suas obras já editadas.

## Introdução à leitura
A compreensão da filosofia de Nietzsche deve sempre ter em atenção que este filósofo nunca pertenceu aos círculos académicos da filosofia institucional. Não há razões para crermos que não o desejou, pelo menos ao princípio, mas o seu afastamento de Wagner afastá-lo-ía das correntes institucionalizadas da Alemanha. Num segundo momento, devemos reter que as suas preocupações começaram por ser religiosas. A sua especulação neste domínio vem de tenra idade, fruto de certas fatalidades que acometiam a sua família. Finalmente, tome-se nota de que Nietzsche não tinha formação filosófica. Os seus estudos compreendiam a teologia e a filologia. Por outro lado, foram precisamente os estudos teológicos e os filológicos que o colocaram frente a frente com os autores da Filosofia. Nesta medida, as suas influências são naturalmente clássicas. São os filósofos da antiguidade que o tocam e primeiramente o movem. Podemos confirmá-lo quer em O Livro do Filósofo, Introdução Teorética sobre a Verdade e a Mentira, quer em A Filosofia na Idade Trágica dos Gregos, bem como nos seus escritos desta fase marcada pela leitura de Schopenhauer, pela amizade de Wagner e pelo vivo interesse pelas ciências.
Assim delimita-se habitualmente a época de influência e o período em que vigora a compreensão vigente em O Nascimento da Tragédia entre os anos de 1865 e 1875. Este período denota sobretudo a influência dos antigos, mas numa combinação frutífera e explosiva com as novas produções da cultura germânica via Wagner, Schopenhauer e Darwin. A leitura que Nietzsche faz começa normalmente por ser efusiva (salvo raras excepções, como por exemplo Hartmann), derivando na destruição e rejeição dos princípios de cada autor. Contudo, este era o próprio método que usava, preparando a criação a partir da destruição. Este método identifica-se com a noção de ironia socrática, tal como Kierkegaard a dissecou. Trata-se de uma concepção tal que exige a destruição dos pressupostos estabelecidos de modo a aplanar terreno de lançamento de novos fundamentos cognitivos. 
Num primeiro momento, o acto de educar deve elidir as velhas estruturas cognitivas. As dificuldades em analisar este processo prendem-se com a característica do método. Se Sócrates jamais afirmava alguma coisa, Nietzsche parecia defrontar-se com a dificuldade de encontrar uma linguagem nova que não o envolvesse de novo na penumbra da tradição que considerava obsoleta.

## Estrutura da obra
A obra "O Nascimento da Tragédia" está divida em seis grandes partes.
A primeira parte, que intitulamos, com base no texto mesmo de Nietzsche em "1. Os princípios artísticos: o apolíneo e o dionisíaco", essa parte é constituída pelas seis primeiras seções da obra, que possuem 25 no total. A segunda parte, que trata efetivamente do "2. A origem da tragédia grega", entre as seções de sete a dez. A terceira parte, intitulada "3. A tragédia ática: Eurípedes e Sócrates", está contida nas seções de onze a quinze. A quarta parte, trata de "4. O insaciável conhecimento otimista e a necessidade trágica da arte", ela está contida entre as seções dezesseis e dezenove. Depois, vem a quinta parte, onde acredita-se que deu origem, para Martin Heidegger pensar seu tema da origem da obra de arte, visto que Nietzsche trata de "5. O fenômeno do efeito de uma verdadeira tragédia musical", nas seções de vinte a vinte e dois. Por fim, na sexta e última parte, está contida "6. O mito como unidade de um movimento cultural", nas três últimas seções, de vinte e três a vinte e cinco.
Esta obra apresenta uma dificuldade muitíssimo grande, o locus dos temas. 
Embora tenha-se acreditado ter estruturado os temas principais, as partes fundamentais da obra, resta ainda uma outra dificuldade de igual calibre, ou talvez, ainda maior: determinar o tema principal de cada seção, pois cada uma delas apresenta mais de um desenvolvimento. Visto que efetuamos essa dissecação da obra de Nietzsche.
Se tomarmos cada uma delas em separado, verifica-se que é possível encontrar argumentos que diz ser uma obra também fragmentária, mas devido ao modo como o texto é elaborado, com poucas divisões numéricas, é sim, com grande força de argumentação, uma obra, talvez a menos fragmentária ao lado de A Genealogia da Moral (1887).
Isso pode ser verificado se tomarmos a interpretação dos filósofos portugueses Manuel Tavares e Manuel Ferro em "A Origem da Tragédia de Nietzsche: a época e influência, os grandes temas nietzschianos, sínteses e propostas de trabalho", pela Editora Presença, Lisboa, 1995. Temos então, em rápido sumário: 1. Os princípios artísticos: o apolíneo e o dionisíaco: 1§ O mundo do sonho e da embriaguez (1.1 Apolo e Dioniso; 1.2; 2§ Descrição da evolução da cultura grega; 3§ A tragédia antiga como síntese das pulsões dionisíaca e apolínea; 4§ Da superação do princípio de individuação; 5§ Gênese da tragédia ática: Homero e Arquíloco; 6§ O domínio da música pela palavra e o domínio da palavra pela música; 2. A origem da tragédia grega: 7§ Da origem da tragédia grega; 8§ O sátiro representa a aspiração do grego; 9§ A linguagem de Sófocles; 10§ Objeto da tragédia grega: a paixão de Dionísio; 3. A tragédia ática: Eurípedes e Sócrates: 11§ A morte das artes da antiguidade; 12§ A duplicidade na tragédia grega; 13§ As profundas afinidades entre Eurípedes e Sócrates; 14§ Sócrates recusa os abismos dionisíacos; 15§ A influência socrática na história do pensamento ocidental; 4. O insaciável conhecimento otimista e a necessidade trágica da arte: 16§ Entre o otimismo do conhecimento e a aspiração a uma arte trágica indispensável; 17§ O verdadeiro alcance do mito trágico; 18§ A tríplice ilusão da vontade socrática; 19§ A cultura socrática como cultura de ópera; 20§ A recuperação do espírito grego: Goethe, Schiller e Winckelmann; 5. O fenômeno do efeito de uma verdadeira tragédia musical: 21§ A necessidade de voltar aos gregos; 22§ A dupla essência da tragédia; 6. O mito como unidade de um movimento cultural: 23§ A compreensão do espectador estético; 24§ A aliança entre Apolo e Dionísio; 25§ Da inseparabilidade entre música e mito.

## Figuras deO Nascimento da Tragédia
O Nascimento da Tragédia, no computo geral da produção de figuras filosóficas nietzscheanas, representa um momento decisivo da filosofia de Nietzsche: o aparecimento de Dionísio. Como se viria a tornar comum na sua filosofia, Dionísio surge numa dialéctica de movimentos e velocidades típicos de uma luta, neste caso, face a Apolo.
A obra foi publicada quando o seu autor tinha vinte e sete anos. Uma das razões que pronunciaram a sua estrutura e edição, foi a fundamentação teórica e académica (Nietzsche era já professor universitário) da ópera wagneriana enquanto obra total. Num segundo momento, o jovem autor desejava publicar a sua exaltação pelas teorias d'O mundo como vontade e representação, de Schopenhauer. Esta influência de matriz neokantiana dava-lhe o ensejo de esboçar uma metafísica próxima de uma dualidade fenómeno - coisa em si. 
Esta contextualização ajuda-nos a projectar a totalidade do significado estético e metafísico desta obra, expresso nas figuras de Dionísio e Apolo, ou nos génios Apolíneo e Dionisíaco, a partir dum pano de fundo marcado pelo romantismo filosófico. 

### Apolo
Apolo é apresentado por Nietzsche como o deus do sonho, das formas, das regras, das medidas, dos limites individuais. O apolíneo é a aparência, a individualidade, o jogo das figuras bem delineadas. 
Apolo representa domínio da imagem, da metáfora, isto é, da dissimulação. Esta categorização identifica a conceptualização com a aparência. Mas Apolo representa também o equilíbrio, a moderação dos sentidos e, num certo sentido, a própria civilidade, ou melhor, o modo como esta é ordinariamente compreendida. 

### Dionísio
Dionísio é apresentado como o gênio ou impulso do exagero, da fruição, da embriaguez extática, do sentido místico do Universo, da libertação dos instintos. É o deus do vinho, da dança, da música e ao qual as representações de tragédias eram dedicadas. Dionísio representa, portanto, o irracional, a quebra das barreiras impostas pela civilização, à dissolução dos limites dos indivíduos e o eterno devirem.
Dionísio é o princípio metafísico do ser que é assim, paradoxalmente, compreendido como eterno fluir.

#### Fenómeno Estético
Nas palavras de Nietzsche, só como fenômeno estético se vê legitimada a existência do mundo. Esta pequena frase é apresentada, 14 anos após a primeira impressão, como a frase chave, a ideia central d'O Nascimento da Tragédia. Com ela, o mundo era reduzido a um fenómeno estético, sem fim, portanto, segundo os cânones neokantianos. A moral, destituído o mundo de um telos, ficava sem lugar num Universo que seguia o seu caminho ao sabor da própria luta interna de si mesmo consigo próprio. Este estudo que pretendia apresentar-se como um texto filológico, científico, saltava os seus limites e expressava-se numa linguagem filosófica e metafísica. Nietzsche viria mais tarde a ser um soldado contra a metafísica, mas no início da sua produção escrita, ele usa com pretextos filológicos teses metafísicas. Em termos académicos, os seus textos seriam atacados. Mas as teses que ele aqui delineia viriam a manter-se nele e mais tarde a implodir. Deste modo, é possível encontrar alguma continuidade entre esta primeira obra editada e as seguintes, ainda que estas se projectem bastante mais longe.

#### A Tragédia
A tragédia, desde a sua dramatização inicial e até Eurípedes é compreendida por Nietzsche como o género artístico que melhor exprime os dois instintos dionísiaco e apolíneo. A tese exposta apresenta a tragédia como surgindo do coro trágico. Esta tese, comumente partilhada pela comunidade filológica da época, embora apresentado alguns detalhes de debate, não oferecia resistência ao leitor esclarecido que, naquele tempo, lia obras deste género. A história da escola de Cambridge tende para esta mesma opinião.
A polêmica estabelecia-se não relativamente à tese do nascimento da tragédia a partir do coro, mas na interpretação que Nietzsche fazia dessa asserção. A música e o êxtase, associados no Ditirambo teriam a capacidade de quebrar com a regência das estruturas do logos. Esta interpretação resultaria em posições completamente contrárias à tradição filológica. 

##### Rompimento
Contrariando toda uma tradição que avaliava a cultura helênica pela sua qualidade harmoniosa, Nietzsche sublinha a necessidade dos gregos, e de qualquer grande cultura em geral, de romper com o cotidiano, com as regras estabelecidas pela civilização. Deste modo sugeria um lugar fundamental para o elemento irracional do humano como impulso dissolvente da rigidez normativa e gênio de anulação da individualidade (impulso dionisíaco). 
A atitude de Nietzsche parece destacar o instinto dionisíaco relativamente ao elemento apolíneo. Contudo, no final da obra ele hesita em atribuir uma prevalência ou em reconhecer uma predominância. Nem um domina o outro, nem um deve substituir o outro. O instinto dionisíaco foi descurado durante dezenas de séculos, mas a entrega total a ele equivale à destruição absoluta do indivíduo.  
A tragédia é o desenvolvimento desse elemento na medida da ruptura e desproporção possível. No anfiteatro, o heleno dissolvia-se na plateia, era um com todos e com o Universo no espírito do mito trágico representado.  
Assim, ela é precisamente uma representação em que esta característica de representar não se apresenta, pois que o indivíduo, ao dissolver-se com o todo no espírito dionisíaco, rompe com as barreiras da individuação e com a racionalidade, sendo tomado pelo próprio mito, vivendo o que o herói vive. Mas como representação que é, mantém o indivíduo na sua individualidade, resgatando-o para a civilização no final da actuação. 
Esta conceptualização, de matriz marcadamente schopenhaueriana, vai mais longe e elege a música como meio pelo qual os Gregos conseguiram esse distanciamento face às suas grandes produções culturais e civilizacionais.

#### Fundo Original
Nietzsche defendia que, no coro trágico/ditirambico, o público era acometido por uma transmissão sem comunicação, isto é, por uma espécie de comunicação sem dúvida em que não existe mediação conceptual. O enredo perde a sua primazia face ao elemento estático e o público funde-se no todo.
Esta conceptualização de Nietzsche sobre o processo místico (de fusão com o todo), equivale, na verdade, à sua teoria estética. Para ele é nesse momento que se exprime o estético, expressão para além dos fenômenos e do racional, sem mediação cognitiva ou conceptual. Contrariamente ao elemento apolíneo (plástico), consagrado às formas, à harmonia e à prevalência da imagem (conceito, juízo, estrutura, método, beleza, valor), o elemento dionisíaco destaca-se precisamente pela diluição da imagem e na absorção pelo fundo primordial. O músico dionisíaco era, deste modo, destituído dos limites identitários, ficando ele próprio sem imagens: um sofrimento puro e primordial num estado de abnegação mística (dos limites do indivíduo) e de unidade (com o todo). 
Esta teorização, simultaneamente uma metafísica da música e uma teoria da linguagem afirma, para desolação de toda a comunidade académica, que não é a linguagem nem o conceito que explicam ou penetram na verdadeira essência das coisas. A linguagem fica a milhas de conseguir justificar a existência. É neste sentido que O Nascimento da Tragédia deve ser lido em intertextualidade com outros escritos da mesma fase produtiva, como por exemplo o pequeno ensaio Acerca da Verdade e da Mentira em Sentido Extramoral (Über Wahrheit und Lüge im aussermoralischen Sinne).
Este fundo original de que falamos é, para Nietzsche, inacessível a qualquer forma de nomeação. O discurso racional não o toca, não o descreve, não o concebe. A aparente contradição de Nietzsche discorrer sobre algo que é inominável não é sequer aflorada pelas suas considerações. Contudo, o facto de a obra proceder, de facto, aforisticamente, uma vez que procede à asserção de teses e à descrição, mas não à sua prova, complica o debate neste particular. De facto, o fundo original escapa a qualquer modelo racional, mas isso não significa que não se possa viver uma experiência mística. Assim, Nietzsche procede à teorização do mundo e do seu fundo original, sem proceder à sua prova, mas apenas indicando as suas manifestações. Seja como for, a polémica em volta deste aspecto permanece ainda hoje como tópico fundamental em qualquer estudo sobre a obra de Nietzsche.

#### O Sofrimento Original
Nietzsche interessou-se sempre por encontrar um ponto seguro por onde justificar a existência do mundo e dos indivíduos. A polémica em torno do argumento nihilista em Nietzsche defronta-se constantemente com esta dialéctica. Ocupa-se permanentemente em destruir ídolos e deuses, crenças e convicções, ao mesmo tempo sugere sempre o advento de um novo caminho ou a formulação duma nova valorização, segundo novas prioridades, dando a entender que de facto existe uma hierarquia fundamental de valores, mas que foram dissimulados. 
A redução que se opera em O Nascimento da Tragédia afirma, por outro lado, a justificação do mundo e da existência. Ora, o mundo concebido como fenómeno estético bane a moral e qualquer crença metafísica tradicional em geral. Contudo, oferece, precisamente, uma teoria metafísica: o mundo como fenómeno estético, fundado no elemento dionisíaco, fonte da dor e do sofrimento do devir e simultaneamente do prazer extático e do reencontro com a unidade primordial; e manifestado constantemente através do fluir ininterrupto de formas e indivíduos, absorvidos por ilusões e ficções, aprisionados nos seus mundos particulares estruturados sobre imagens e metáforas da verdadeira realidade. 
Esta luta permanente entre o apolíneo e o dionisíaco concede à vez a prevalência de um sobre o outro, sendo que, na origem das civilizações, em regra (mas nem sempre, pois é possível encontrar referências que levam a crer que Nietzsche concebia civilizações originalmente apolíneas), prevalecia o segundo sobre o primeiro. A partir daí, a civilização aparenta-se a um desenvolvimento do instinto apolíneo, pela difusão das crenças optimistas e morais a respeito do Universo, do Homem e de Deus. Desde Sócrates e Eurípedes, o Ocidente estruturou-se sobre princípios racionais e científicos, acreditando que o conceito acede às coisas em si e descreve fielmente a realidade. Por outro lado, a disseminação da moral judaica, em consonância com a racionalidade dominante, originou a axiologia do bem e deu origem à religião dominante do Ocidente, o Cristianismo. A prevalência da moral judaico-cristão na Europa originou uma mentalidade assente sobre a crença de que o mundo é uma criação dum Deus absoluto, bondoso e justo.
Segundo Nietzsche esta mentalidade representa um afastamento em relação à idade trágica dos gregos em que havia um reconhecimento do fundo de sofrimento e dor do Universo. A concepção do mundo como fenómeno estético estabelece que não há um fim justo e bom, em vista do qual o devir e a existência em geral procedam. O devir é a manifestação da dor primordial da individuação, pois os indivíduos, ao existirem, encontram-se em constante confronto uns com os outros. Se no facto de um leão matar uma gazela para comer não há nenhuma consideração moral a fazer, o mesmo se passa em relação ao mundo humano das acções.
A moral é, portanto, uma criação humana, uma ilusão de perspectiva. Se ela teria sido necessária à própria perspectiva humana, segundo Nietzsche, ela chegou a um ponto tal que se tornou prejudicial. O homem já não tem coragem de ser nobre. Niezsche concebe a nobreza ao estilo romano e heleno, no sentido de senhor - que mais tarde haveria de se tornar num dos conceitos centrais da sua filosofia. O homem nobre não peca, pois que ele próprio estabelece a sua regra de conduta. Nessa medida, não se submete a qualquer regra exterior, nem, portanto, a nenhum outro. Este que agiria ao modo do herói heleno, estaria pronto para defrontar a verdadeira crueldade de existir sem medo nem arrependimento. Criaria os seus próprios deuses, tal como os helenos o fizeram, para que observassem os seus feitos, e para transpor para eles os seus defeitos, assim elevados à categoria divina. Os deuses pagãos libertam os homens ao terem, como eles, os seus defeitos. 
O mundo pagão é também um mundo divino, em que cada coisa é divina, não porque está sujeita a uma avaliação moral, mas porque encontra nos deuses a sua equivalência. Mas o nobre sofre também na medida heroica. O herói não é apenas semidivino, mas também aquele que, pela sua coragem e pelo seu vigor, sofre na pele a dor de existir heroicamente. O herói é aquele que desafia os deuses, e nessa medida o homem nobre é aquele que está preparado para ser dilacerado, tal como, no mito de Zagreu, Diónisos é despedaçado pelos Titãs.

### Apolíneo vs Dionisíaco
Na apresentação do apolíneo encontramos a racionalidade e a ilusão num jogo perigoso orientado para os valores da Verdade, do Belo e do Justo. Por seu lado, o dionisíaco não é simplesmente uma oposição posterior a essas tendências civilizacionais. Pelo contrário, o dionisíaco é o outro impulso fundamental que rege o devir em que sempre está em jogo o limite dos indivíduos. O dionisíaco é o instinto de força e de luta, de desequilíbrio. O desequilíbrio resulta das próprias regras do jogo em que os indivíduos estão sempre envolvidos. A vida implica um confronto entre limites individuais. Este confronto é primevo, não está regulado por qualquer vontade boa ou justa, racional ou misericordiosa. 
No homem dionisíaco está viva a consciência do apolíneo como convencional, como uma ilusão da perspectiva do indivíduo. Para o homem dionisíaco, as criações apolíneas não passam de acontecimentos de superfície.
O artista apolíneo almeja a bela aparência, a boa ilusão que se encobre de o ser. Representa figuras bem delimitadas na sua individualidade, puras na sua beleza, caracterizadas pelo equilíbrio e pela harmonia. O artista apolíneo representa todos os valores tradicionalmente reconhecidos aos gregos. O criador dionisíaco exacerba a dissolução do indivíduo, a desmesura, o exagero. 
São dois impulsos opostos, contraditórios. Contudo, são complementares da criação estética e universal. O dionisíaco deve poder manifestar-se apolineamente. A tragédia, bem como um certo tipo de música, são para Nietzsche a possibilidade realizada de apresentar e desenvolver a representação e exibição (apolíneo) do dionisíaco. O mito trágico deveria, assim, ser compreendido como uma espécie de representação simbólica do irrepresentável. Esta teoria mostra uma certa influência Kantiana (via teoria do sublime).

### Mito trágico
O Mito trágico é, na teoria d'O Nascimento da Tragédia, uma representação simbólica ou imagética da sabedora de Sileno (ou dionisíaca). O dionisíaco manifesta-se a si próprio por intermédio de processos apolíneos (representação). O mundo dos fenómenos renega-se a si mesmo nesta representação que exibe sem conceptualizar o fundo e a dor originais.
A comunicação processa-se aqui, segundo Nietzsche, sem mediação conceptual. Não é mais o enredo que é o fulcro em questão, mas sobretudo uma transmissão tal que arrebata o indivíduo e os seus limites, dissolvendo-o no todo. Não deixa de ser interessante comparar esta teoria às formulações sociológicas ou psicológicas daqueles fenómenos em que um determinando número de indivíduos passa a agir em massa, de tal modo que cada indivíduo faz nesses casos coisas que jamais faria individualmente.

## Rigor científico, filológico e filosófico
O texto de Wilamowitz-Möllendorf intitulado Zukunftsphilologie considerava as posições filológicas de Nietzsche completamente arbitrárias e infundadas. A relação estabelecida entre Arquíloco e a música e a afirmação de que a música se havia desenvolvido através da tragédia são consideradas pouco objectivas e incongruentes.
Nietzsche não toma a própria defesa, sendo Erwin Rohde, seu amigo, que toma o seu partido. Contudo, o texto de Möllendorf reduziu a cientificidade do livro e nem mesmo a intervenção de Wagner (em carta aberta de 23 de junho de 1972) a restabeleceu dentro dos meios académicos, apesar da afabilidade da massa wagneriana da época.
Também do ponto de vista estritamente filosófico o estudo pecava por falta de objectividade. Embora não sendo aforístico na forma, ele é-o no conteúdo. As conclusões são afirmadas com a aparência de argumentos, quando na realidade Nietzsche omite as premissas em questão. As associações estabeleciam a época clássica dos gregos como imbuída de irracionalismo, de instintos anárquicos e selvagens, quando toda a tradição considerava a época clássica a partir dos paradigmas da harmonia, da racionalidade, da perfeição das formas, da regra e da norma. Foi assim, pelo menos até Cornford, que as afirmações históricas e culturais de Nietzsche foram vistas. 
Cornford, em Da Religião à Filosofia (1957), atribui a Nietzsche uma visão fora do seu tempo, capaz de compreender profundamente o irracional nos Gregos. O historiador irlandês E. R. Dodds viria, num livro chamado Os Gregos e o Irracional, a desenvolver precisamente a presença do irracional na cultura grega. 
Quanto à imagem de Apolo apresentada por Nietzsche, esta também viria a ser alvo de crítica anos mais tarde, nomeadamente, de Colli. Segundo Colli, Nietzsche teria deixado de lado caracteres fundamentais do deus helénico. Apolo é também o Deus do arco e da flecha, também referenciado como o deus que mata de longe. Contudo, essa parece ser a acção isolada por Nietzsche e associada à racionalidade crescente numa cultura dominada por ilusões cristãs. As culturas que se deixam dominar pelo instinto apolíneo acabam por desabar no nihilismo, pois as suas tendências opõem-se. O conhecimento mata, não directamente, mas ao longe, tal como na tragédia grega a adivinhação, momento especificamente atribuído a Apolo, acabaria por levar, mais tarde, à concretização da tragédia adivinhada.